# Временна ирландска републиканска армия
Вижте пояснителната страница за други значения на Ирландска републиканска армия.
Временната ирландска републиканска армия (ИРА, IRA, Provisional Irish Republican Army) е военизирана ирландска групировка, опираща се в дейността си на поддръжката на част от католическото население на Северна Ирландия.
Девизът на групировката е: „Tiocfaidh ar la“ – „нашият ден ще дойде“, флагът ѝ e този на република Ейре, понякога допълнен: с горния девиз, с надпис IRA, с ръка държаща меч, силует на М16, с вдигнат юмрук – всички изписани в черно.
ИРА декларира като своя цел достигането на пълна независимост на Ирландия и обединение на Северна Ирландия (Ълстър) с Република Ирландия. За основни свои противници счита привържениците на оставането на провинцията в състава на Обединеното кралство.
През лятото на 2005 ръководството на ИРА издава официална заповед за прекратяване на въоръжената борба, сдаване на оръжието и преход към политическо решение на конфликта. Започва нов етап на преговори.
Това обаче не е краят. В началото на 2009 г. се появяват две нови групировки „ИРА Истинската“ и „ИРА Приемственост“, които извършват убийството на един полицай и двама британски войници. Също така са отправени заплахи за политически убийства и са подпалени редица коли в Белфаст.

## Акции на ИРА
- юли 1972 – Кървав петък, серия от взривове в Белфаст.
- 17 декември 1983 – взрив в Лондонски университет.
- 1984 – Терористичен акт в Брайтън, покушение над британския министър-председател Маргарет Тачър.
- 1993 – взрив на автомобил в търговски център в Уорингтон.
- 11 март 1994 – минометен обстрел на Летище Хийтроу, Лондон.